# Beloglinka (Khabàrovsk)
|  | Per a altres significats, vegeu «Beloglinka». |

Beloglinka (en rus: Белоглинка) és un poble del krai de Khabàrovsk, a Rússia, que el 2012 tenia 48 habitants.